# Hugh Marlowe
Hugh Herbert Hipple (Filadelfia, Pensilvania; 30 de enero de 1911-Nueva York; 2 de mayo de 1982), fue un actor de teatro, cine, televisión y radio estadounidense. Habitualmente interpretó caracteres secundarios en las películas en las que participó. Fue protagonista de las películas de extraterrestres The Day the Earth Stood Still y Earth vs. the Flying Saucers.

## Carrera
Inició su carrera teatral en el teatro Pasadena Playhouse, en California, para debutar en 1936, en Broadway, en la obra Arrest That Woman. Ese mismo año debutó en cine, en la producción Brilliant Marriage, participando en 4 producciones más en la década de 1930.
En la década de 1940, participó en El matrimonio es un asunto privado (1944), compartiendo papeles con Lana Turner y Keenan Wynn; apareciendo en 6 producciones más, entre las cuales destacan La sra. Parkington (1944), La rueda de la fortuna (1944) y en la galardonada Almas en la hoguera (1949), junto a Gregory Peck.
En las siguientes décadas destacan Night and the City (1950), Eva al desnudo (1950), The Day the Earth Stood Still (1951), Earth vs. the Flying Saucers (1956), Mundo sin fin (1957), El fuego y la palabra (1960), Birdman of Alcatraz (1961) y Siete días de mayo (1964). El resto de la década apareció principalmente en series de televisión.
Marlowe, conocido por su seria actitud, fue un intérprete regular de la serie televisiva de la época Another World, que fue su última aparición profesional. 
Falleció a los 71 años de edad de un infarto de miocardio. 

## Vida privada
Estuvo casado con la actriz Edith Atwater (divorciados en 1946). Con K. T. Stevens (1946-1968), con quien tuvo dos hijos, y con Rosemary Torri (1968-1982) con quien tuvo un hijo.

## Filmografía parcial
- Mrs. Parkington (1944)
- Meet Me in St. Louis (1944)
- Come to the Stable (1949)
- Almas en la hoguera (Twelve O'Clock High) (1949)
- Night and the City (1950)
- Eva al desnudo (All About Eve) (1950)
- Rawhide (1951)
- Mr. Belvedere Rings the Bell (1951)
- The Day the Earth Stood Still (1951)
- Wait 'Till the Sun Shines, Nellie (1952)
- Monkey Business (1952)
- Casanova's Big Night (1954)
- Garden of Evil (1954)
- Illegal (1955)
- Earth vs. the Flying Saucers (1956)
- World Without End (1957)
- El fuego y la palabra (Elmer Gantry) (1960)
- Birdman of Alcatraz (1961)
- Panic in Year Zero! (1962)
- Siete días de mayo (Seven Days in May) (1964)
- El virginiano, episodio "Trail To Ashley Mountain" (1966)
- How to Steal the World (1968)
- The Last Shot You Hear (1969)